# Pontal (kommun)
Pontal är en kommun i Brasilien.   Den ligger i delstaten São Paulo, i den sydöstra delen av landet, 600 km söder om huvudstaden Brasília. Antalet invånare är 40 245.
Följande samhällen finns i Pontal:
- Pontal

Trakten runt Pontal består till största delen av jordbruksmark. Runt Pontal är det ganska tätbefolkat, med 111 invånare per kvadratkilometer.